# محمد میرزا کاشف‌السلطنه

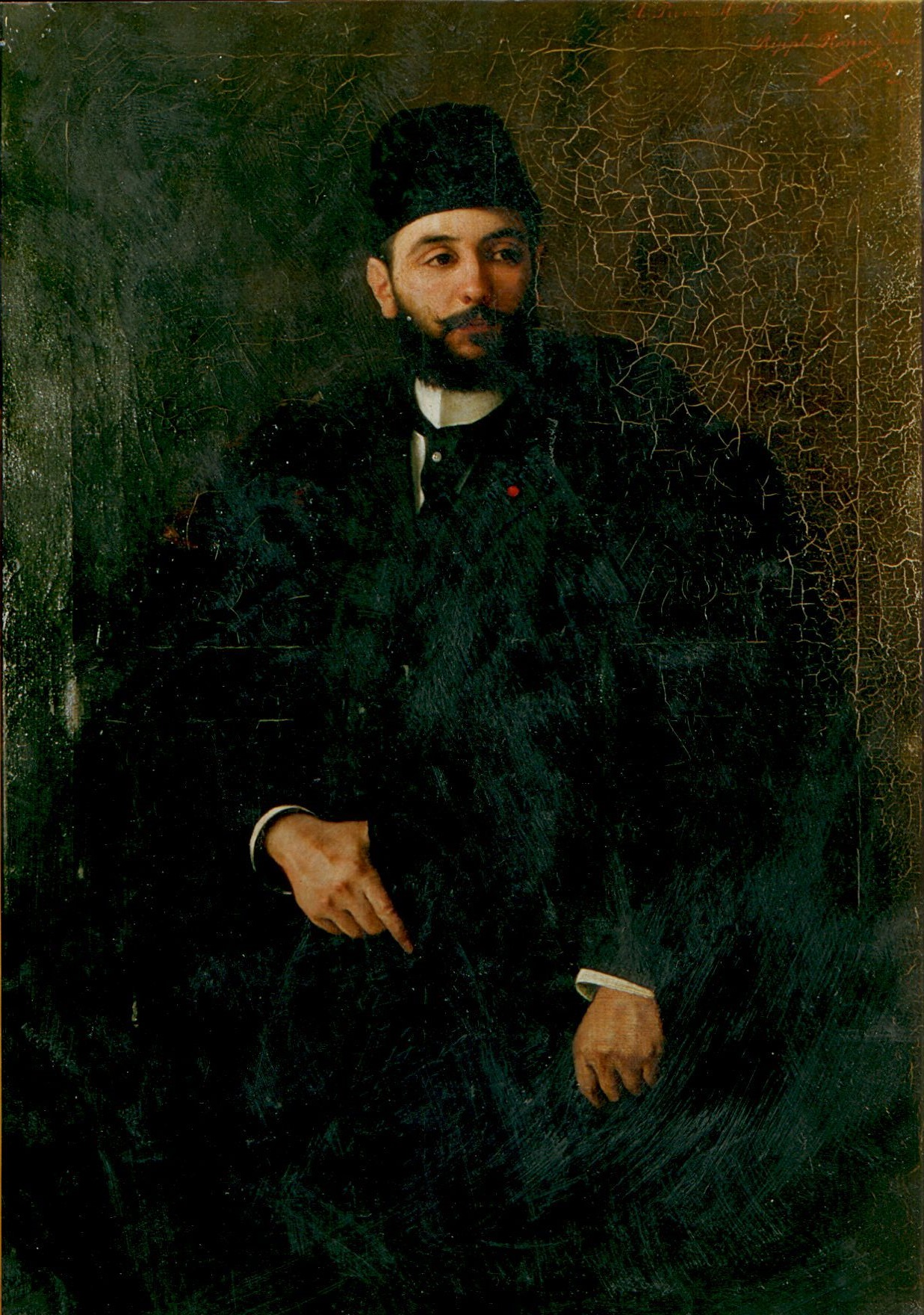
پرتره کاشف‌السلطنه در دوران جوانی

آقا محمدخان قاجار قوانلو قاجار ملقب به کاشف‌السلطنه و مشهور به چایکار (زاده ۱ فروردین ۱۲۴۴ – درگذشته ۳۱ فروردین ۱۳۰۸)، دیپلمات، اصلاحگر، نویسنده، مشروطه خواه دوره قاجار و پهلوی بود. او نخستین کسی است که کشت چای را در ایران رواج داد و به همین دلیل «پدر چای ایران» خوانده می‌شود.

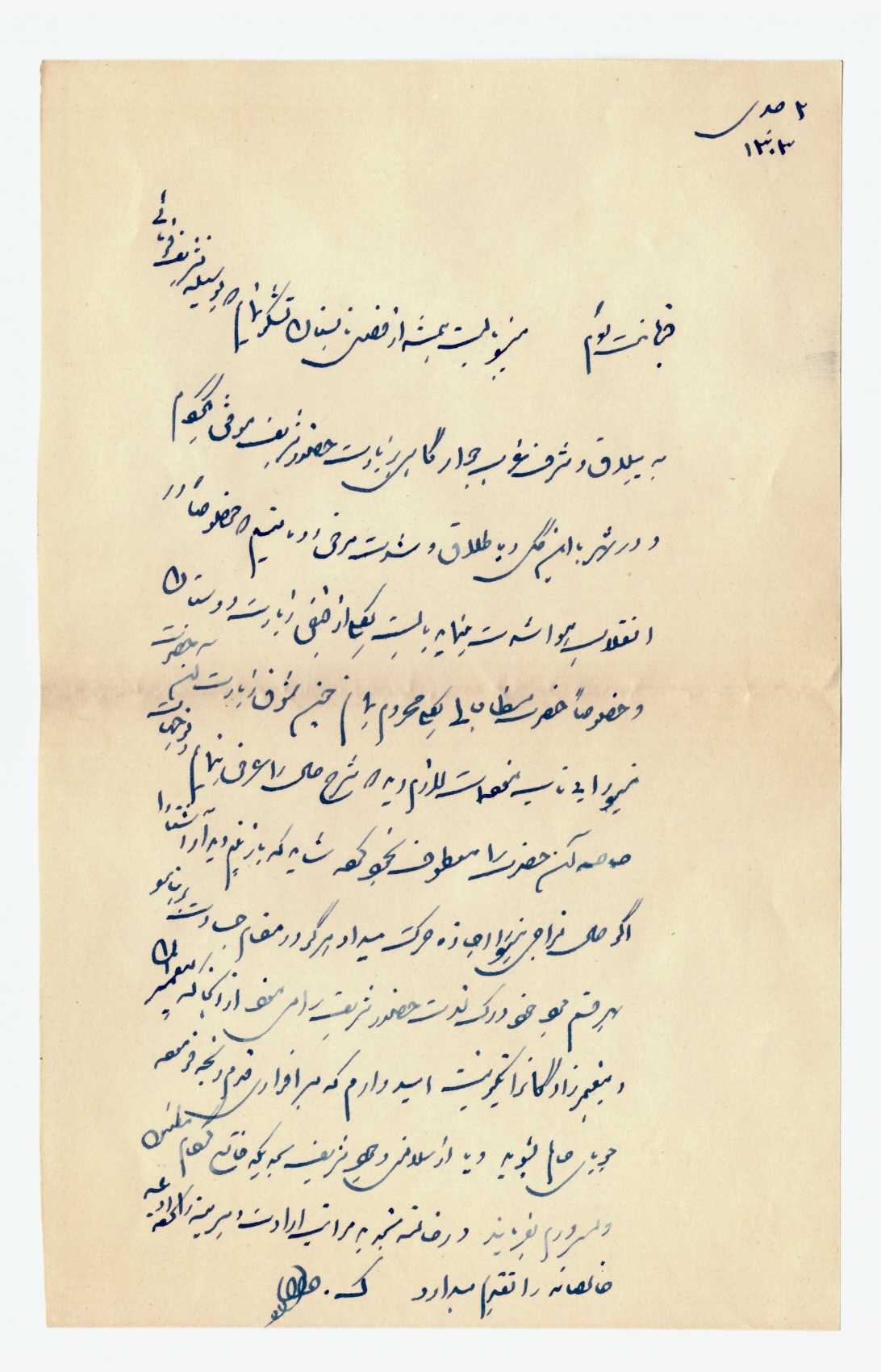
نمونه دستخط کاشف السلطنه چایکار

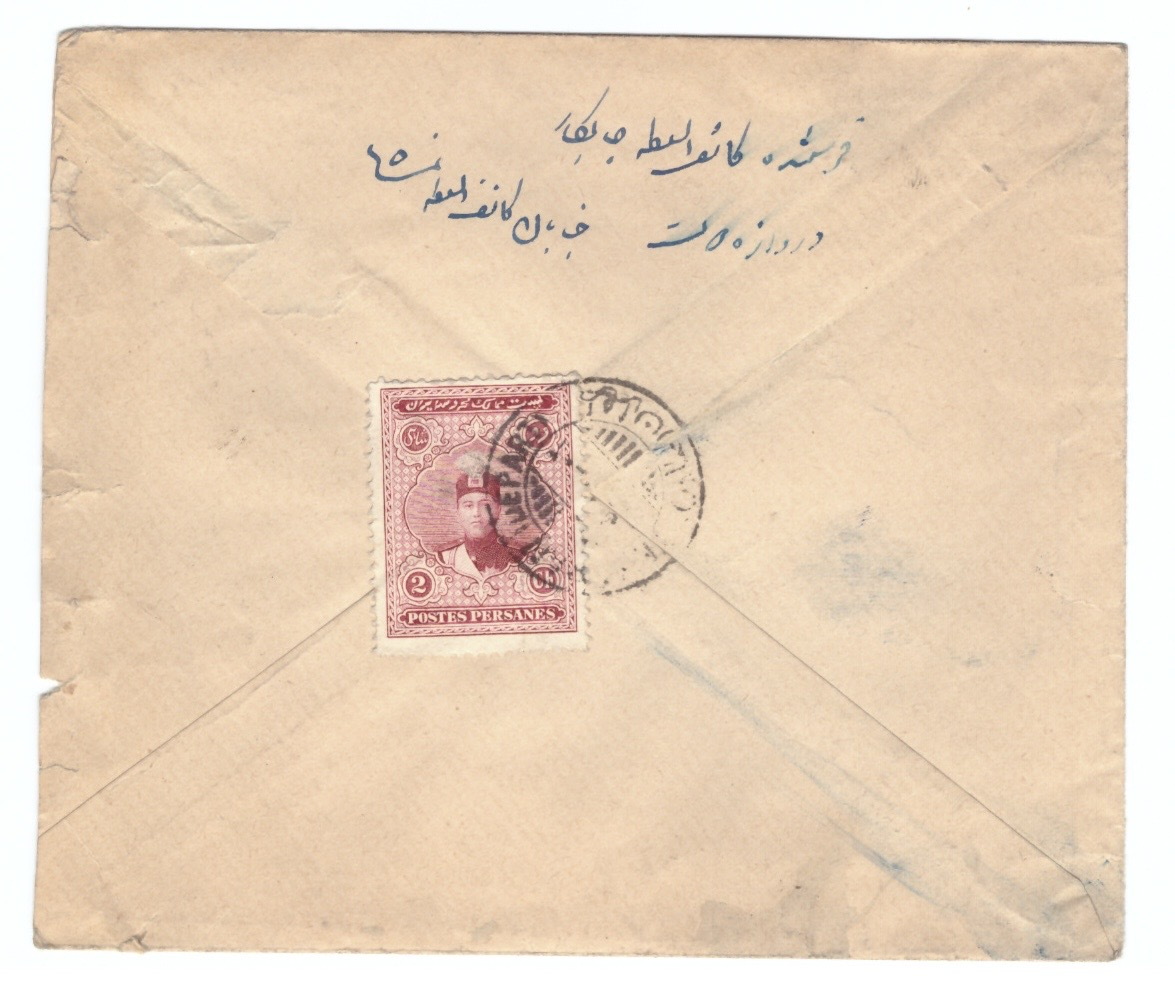
پاکت نامه به دستخط کاشف السلطنه چایکار

## کودکی
او فرزند ارشد اسدالله میرزا نایب‌الایاله بود و در اول فروردین ۱۲۴۴، مطابق با ۲۳ شوال ۱۲۸۱ در تربت حیدریه به دنیا آمد. مادرش جهان آرا خانم ملقب به عزیزالسلطنه، نخستین فرزند قهرمان میرزا، پسر عباس میرزا نایب‌السلطنه بود. اسدالله میرزا بعد از ۱۶ سال به خاطر قیام پدرش، سیف الملوک، و دستگیری و زندانی شدن او، مظنون واقع گردید و پس از انتقال به تهران در خانه‌ای در ارک، که در جوار گلخانه کاخ گلستان بود زندگی می‌کرد تا آن که درگذشت. از همین زمان محمد میرزا را به معلم سرخانه سپردند تا ادبیات فارسی و عربی را بیاموزد. پس از اتمام دروس سرخانه، آقا محمدخان وارد دارالفنون شد و به فراگرفتن زبان فرانسه و علوم متعارف آن زمان پرداخت.

## استخدام در وزارت خارجه
در شانزده سالگی، وی به استخدام وزارت امور خارجه درآمد و دو سال به منشیگری میرزا نصرالله خان مشیرالدوله، وزیر خارجه وقت، مشغول بود. بعد از دو سال منشیگری محمد میرزا با سمت دبیر دومی در سال ۱۲۹۸ قمری /۱۲۶۰ خورشیدی /۱۸۸۱ میلادی عازم پاریس شد. او فرصت را مغتنم شمرد و در دانشگاه سوربن فرانسه در رشته حقوق به تحصیل پرداخت. پس از اخذ پایان‌نامه لیسانس، یک سال نیز در رشته حقوق اداری درس خواند و در سال پنجم اقامت خود در پاریس، به رتبه نایب اولی سفارت ارتقا یافت. در سفر سوم ناصرالدین شاه به سال ۱۳۰۶ ق، وی به عنوان مترجم دکتر فوریه که تازه استخدام شده بود، برگزیده شد و پس از هشت سال اقامت و تحصیل و مأموریت، به ایران بازگشت.

## آزادی‌خواهی
پس از مراجعت، به دستور ناصرالدین شاه و به همراه ناصرالملک، شش ماه مشغول ترجمه و وضع قوانین اساسی و تکالیف دولتی شد. در سال ۱۳۱۱ قمری، محمدمیرزا از سوی مؤیدالدوله، پسر حسام‌السلطنه حاکم خراسان، در تربت حیدریه نایب‌الایاله شد. در همین دوران، وی با مخالفان ناصرالدین شاه که خواهان حکومت پارلمانی بودند، هم‌صدا می‌شود و به نشر افکار آزادی‌خواهی و شبنامه‌نویسی می‌پردازد که سبب برافروخته شدن خشم ناصرالدین شاه می‌شود و حکم دستگیریش را صادر می‌کند، اما مؤیدالدوله پیش از هر اقدامی محمد میرزا را وادار به فرار می‌کند. ابتدا، وی از تربت حیدریه به ملک خود در نیشابور می‌رود و در آنجا پنهان می‌شود، اما قوای نظامی دولتی نیشابور را محاصره می‌کنند و طی زد و خوردی، چند نفر از اهالی آنجا کشته می‌شوند. از این رو، محمد میرزا با شتاب بار سفر می‌بندد و به روسیه فرار می‌کند و از آنجا به دیار عثمانی می‌رود. وی در استانبول تجارتخانه فرش و عتیقه دایر می‌کند و با ایرانیان مقیم عثمانی و مخالفان حکومت استبدادی آشنا می‌شود. شاه در دیار عثمانی نیز تعقیب محمد میرزا را ادامه داد و از دولت عثمانی استرداد او را تقاضا کرد. به همین جهت کاشف‌السلطنه دوباره راهی پاریس شد و تا قتل ناصرالدین شاه در آنجا ماند.

## پیشنهاد اصلاحات در ایالات جنوبی
در پی مرگ ناصرالدین شاه، میرزا محسن خان مشیرالدوله، وزیر وقت امور خارجه محمدمیرزا را به عنوان سرکنسول در هند منصوب کرد. کاشف السلطنه بر سر راه خود به بمبئی، چندین ماه را در بغداد و بوشهر سپری کرد، و در آنجا گزارش‌های متعددی در خصوص وضعیت ایالات جنوبی ارسال کرد. در این گزارش‌ها، او شرحی از غوغای بختیاری‌های خوزستان، شورش شیخ محمد لنگه، و درگیر بودن بریتانیا در ناآرامی منطقه‌ای ارائه کرد. او از عملیات نا مؤثر دولت‌های منطقه‌ای و گمرک انتقاد کرد. او به دولت هشدار داد که قدرت‌های بزرگ- خصوصاً روسیه و بریتانیا- بر سر اعمال نفوذ و ایجاد پیروان محلی در این مناطق در حال رقابتند. او به دولت مرکزی اصرار کرد «شمار اندکی کشتی جنگی» در خلیج فارس نگه دارد، پاسگاه‌های نظامی دائمی بسازد، و برای پایان دادن به شورش‌های مرزی و پیش‌گیری از وقایع مشابه در آینده نیروی تقویتی گسیل کند. کاشف السلطنه برای نفوذ دادن مؤثر دیوانسالاری حکومتی قاجاری در سرحدات جنوبی مجموعه پیشنهادهایی داشت. از جمله در دست گرفتن مجدد اداره گمرک به دست ایرانیان (که در آن زمان در دست مأمورین بانک سلطنتی بریتانیایی ایران بود)، مالیات‌گیری از تجارت در «محرکات» (محصول نخیلات) جمع نخل، تأسیس عدالتخانه‌های مدرن در هر شهر و بندر، ایجاد شهرداری‌های مدرن و اعمال حقوق ملی بر آب‌های امتدادیابنده از خط ساحلی. این گزارش‌ها به همراه شماری از نوشته‌های ارسالی از هند در بایگانی خانواده کاشف السلطنه باقی مانده‌اند و اخیراً توسط ثریا کاظمی- نوه کاشف السلطنه- در کتابش چاپ شده‌اند.

## سفر به هند
در سال ۱۳۱۳ قمری /۱۲۷۴ خورشیدی /۱۸۹۵ میلادی، حاج محمد میرزا در حالی که سی سال داشت با خانم گوهر گرانمایه ازدواج کرد و به دستور میرزا محسن خان مشیرالدوله، به سمت ژنرال کنسولی ایران در هند مأمور شد. چون در آن سال مرض طاعون در هندوستان شیوع یافته بود، مدتی در کربلا توقف کرد و با معلم به آموختن زبان انگلیسی پرداخت. پس از مدتی اقامت در بمبئی، به محل تابستانی هیئت‌های نمایندگی سیاسی واقع در منطقه سیملا در دامنه هیمالیا رفت و همان‌جا دربارهٔ کشت چای به مطالعه پرداخت. سپس به نواحی چای‌خیز هند سفر کرد و ضمن مشاهده کشت و صنعت چای، دوره تحصیلی آن را نیز به پایان برد و به اخذ گواهینامه نائل آمد. در حالی او به این توفیقات دست می‌یافت که صنعت چای انحصاری بود و آموختن آن به مردم دیگر کشورهای شرقی مجاز نبود. از این رو، وی ناگزیر هویت خویش را پنهان می‌ساخت و به عنوان تاجر فرانسوی در مؤسسه انگلیسی‌ها به تحصیل می‌پرداخت. وی در مزرعه‌ای کشت چای را نیز تجربه کرد.
کاشف‌السلطنه هم‌چنین گونه‌ای از کاج را از هیمالیا به ایران آورده و کاشت آن را رواج داد که امروزه در ایران به نام کاج کاشفی شناخته می‌شود.

## چای
علاقه به چای هند
کاشف السلطنه در اواخر ۱۸۹۸ وارد بمبئی شد. و تقریباً از همان ابتدا مشغول جمع آوری اطلاعات در خصوص کشت چای در هند شد. او در نوشته‌هایش برای ایران، به اظهارات کتبی و شفاهی مظفرالدین شاه، استناد می‌کند که بر اهمیت وارد کردن راه و چاه کشت چای به کشور تأکید می‌کرد. به نظر می‌رسد دولت قاجار پیروی نمونه‌های انگلستان و روسیه در آغاز کردن کشت بومی چای در آن زمان بود. علاقه به چای، بخشی از تلاش بزرگتر دولت مرکزی (و تجار) برای کاستن از میزان کل ارزش واردات از هند بود. دلیل این کسری پیوستهٔ پولی در تجارت با آن کشور بود. با توجه به ارزش تخمینی واردات چای از هند به مبلغ حدوداً یک میلیون تومان در سال، نزدیک به ۸۳ درصد کل چای مصرفی در ایران از هند می‌آمد، دولت تولید داخلی چای را هم پاسخگوی نیاز در حال رشد داخلی و هم کاستن از تجارت وارداتی از هند می‌دانست. علاوه بر این، چای می‌توانست همچون دیگر محصولات بهادار (چون افیون، ابریشم و تنباکو) که برای توازن تجارت با کشورهای همسایه بسیار مهم بودند عمل کند. کاشف السلطنه تخمین زد که کشت داخلی چای نه تنها کشور را در مدت ده تا دوازده سال می‌توانست خودکفا کند، بلکه یک محصول بهادار برای واردات کساد اقتصاد ایران می‌توانست به همراه بیاورد.
حاج محمدمیرزا قبل از مراجعت به ایران، مقداری تخم چای را به همراه چهار هزار گلدان چای، قهوه، تخم کنف، دارچین، فلفل، میخک، هل، انبه، گنه گنه، کافور، ریشه زردچوبه، زنجبیل و غیره تهیه کرد و در سال ۱۲۸۵ شمسی با مشکلات بسیار آن‌ها را به ایران آورد.
مخالفت و عدم همکاری مردم گیلان او را از این کار بازنداشت و موفقیت‌های نخستین، او را به کوشش بیشتری واداشت و کشت، چیدن و خشک کردن چای را به مردم آن سامان آموزش داد.
در سال ۱۳۲۰ قمری /۱۲۸۱ خورشیدی /۱۹۰۲ میلادی، کاشف السلطنه به روسیه رفت و دو متخصص روس را استخدام کرد و به ایران آورد، ولی کارشکنی مأموران دولتی که دست آموز انگلیسیان بودند، مانع از پیشرفت مطلوب وی می‌شد.

## شهرداری
وی طبق فرمانی از طرف وزارت خارجه در تاریخ ۱۴شوال ۱۳۲۲/ دی ماه ۱۲۸۳/ دسامبر۱۹۰۴، به عنوان کاردار (شارژ دافر) دولت ایران به سفارت ایران در پاریس رفت تا به امور آنجا رسیدگی کند. کاشف سه سال و اندی در آنجا ماند و در سال ۱۳۲۶ق/۱۲۸۵ ش به ایران بازگشت. پس از مراجعت به وطن در سال ۱۳۲۶ق/۱۲۸۵ ش با فرمانی از جانب مجلس شورای ملی، مأمور تأسیس شهرداری به سبک جدید شد. در آغاز، وی جزوه‌ای به نام «کتابچه قانون بلدیه» تنظیم می‌نماید و در آن وظایف شهرداری و مأموران آن را به تفصیل بیان می‌کند.
از دیگر خدمات او در شهرداری، نامگذاری خیابان‌ها و کوچه‌های تهران، شماره‌گذاری منازل، روشنایی خیابان‌ها با چراغ برق، ترتیب رسانیدن آب آشامیدنی به خانه‌ها با گاری بشکه دار، اداره پلیس، سرویس درشکه اسبی کرایه برای استفاده عموم، برنامه رفتگری و نظافت معابر، آب‌پاشی خیابان‌ها و برخی کارهای دیگر است. او پس از یک سال و اندی به دلیل مشکلات و کارشکنی‌های بسیار، از این شغل استعفاء داد و در پی آن، عهده‌دار امور محاکمات وزارت خارجه شد.

## پس از مشروطه
وی در سمت کنسول ژنرال برای بار دوم عازم هند شد، ولی پس از بازگشت مجدد تصدی امور محاکمات وزارت خارجه را بر عهده گرفت. در این دوره، کاشف به مخالفت علنی با رژیم استبدادی محمدعلی شاه پرداخت، ولی پیش از به توپ بسته شدن مجلس، از طریق رشت عازم سفر مکه و ادای مناسک حج شد. پس از مراجعت به ایران، به همراه خانواده خود به آلمان سفر می‌کند و در اوایل پاییز ۱۹۱۲ میلادی به برلین می‌رسد. اقامت او در آن دیار چندان طولانی نبود و خیلی زود به وطن برگشت. با روی کار آمدن احمد شاه، کاشف در کنار محمدولی خان سپهسالار تنکابنی به فعالیت سیاسی پرداخت. در کابینه دوم سپهسالار که پس از جریان مهاجرت شکل گرفت، به عنوان معاون نخست‌وزیر که تا آن زمان در ایران شغلی بی‌سابقه بود به مجلس معرفی و به کار مشغول شد. این کابینه مقارن با جنگ جهانی اول در ۱۳۳۵ قمری /۱۲۹۵ خورشیدی تشکیل شد، ولی کاری از پیش نبرد و احمدشاه ایران را ترک کرد و رضاخان زمام امور را به دست گرفت. کاشف‌السلطنه که از زمان مظفرالدین شاه امتیاز چای به او واگذار شده بود، از طرف وزارت عامه به ریاست سازمان چای تعیین شد و با آنکه با کارشکنی‌های بسیاری روبرو بود، کشت و تولید چای را در شهرهای گیلان و به ویژه لاهیجان توسعه داد. وی صنعت چای را علاوه بر هند، در چین و ژاپن مورد بررسی قرار داد و با استخدام متخصصان چینی و آوردن بذر جدید و ماشین‌آلات کشاورزی از آن کشور رشد و تحول دیگری را در این صنعت به وجود آورد. علاوه بر چای، وی نوعی تخم ابریشم و بذر برنج را نیز وارد کرد که با آب و هوای ایران سازگارتر و محصول بیشتری می‌داد.

## پایان زندگی و شایعات

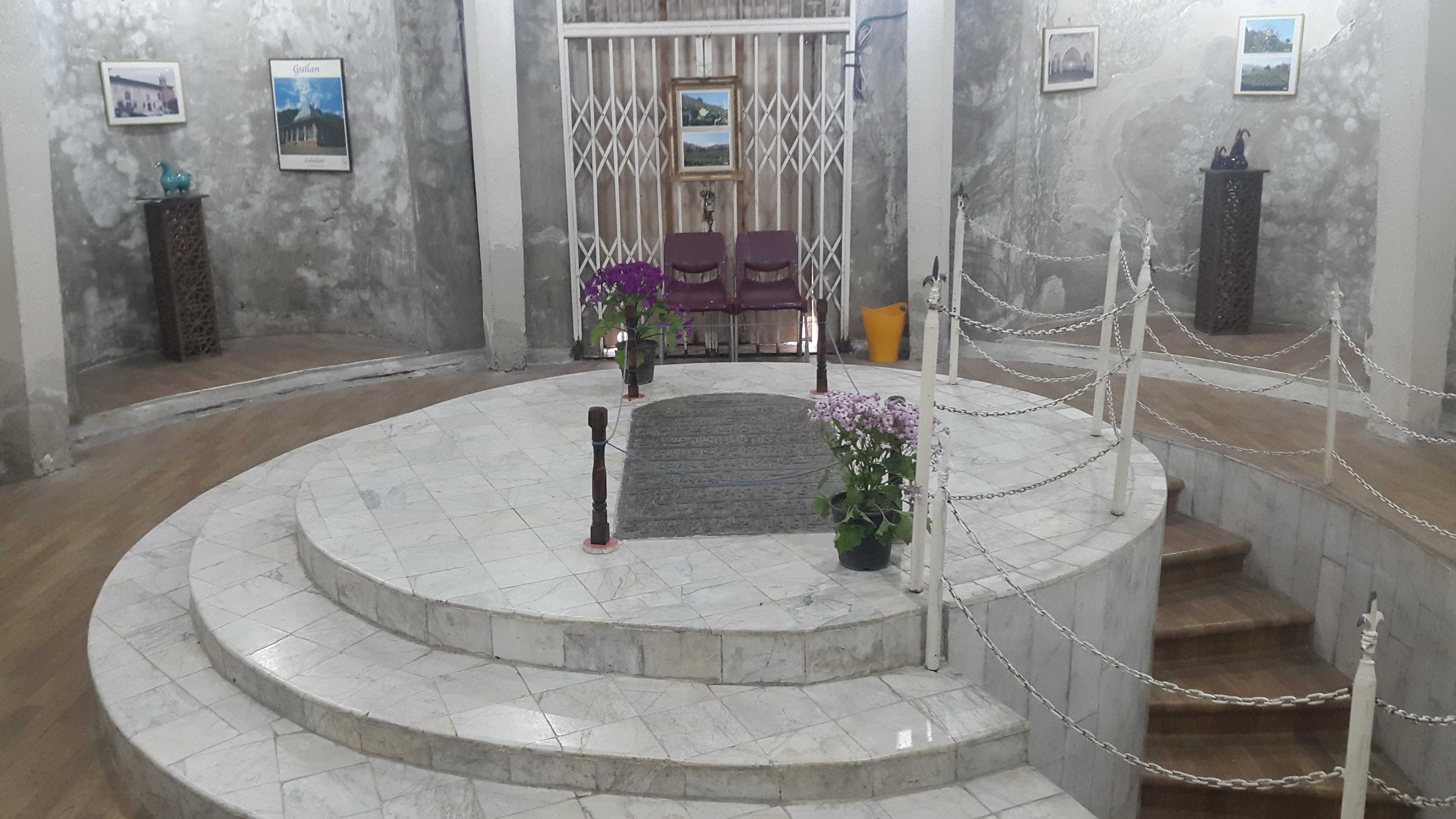
مقبره کاشف السلطنه در لاهیجان

کاشف‌السلطنه با وسایل و ماشین‌آلات چای و همراهان از بمبئی با کشتی به مقصد بوشهر حرکت کرد و در آخرین روزهای فروردین ۱۳۰۸ به ایران رسید. گفته شد خودروی حامل او به دره سقوط کرد و کشته شد.
درمورد مرگ او گفته می‌شود او اتومبیلی از کمپانی زیگلر با راننده عرب و اتومبیل دیگری برای همراهان اجاره کرد و ساعت ۱۱ صبح از بوشهر به سمت شیراز به راه افتادند. در اتومبیل اول کاشف‌السلطنه در صندلی جلو، و پرتیوا - مأمور انگلیسی – و یک ژاندارم پشت سر راننده نشستند، در اتومبیل دوم چهار نفر متخصص چینی سوار شدند، هشت صندوق لوازم شخصی کاشف‌السلطنه نیز در آن بود. در گردنه ملو که بین دالکی و کنارتخته بود، اتومبیل به دره پرت شد. کاشف و ژاندارم در همان لحظه کشته شدند اما راننده و پرتیوا با زخم مختصر در شیراز معالجه سرپایی شدند و به اتفاق رئیسی کمپانی زیگلر از آنجا رفتند. بعد از آن اثری از این راننده که شاهد معتبری در این حادثه بود، یافت نشد.
ابهامات در مورد کشته شدن کاشف‌السلطنه و شایعات اینکه نفر عقب او، پرتیوا، با گلوله او را کشته‌است و بعد اتومبیل را پرت کرده‌اند، به قوت خود باقی است. از قول برخی شاهدان عینی گفته شده به هنگام دفن جنازه وی، اثر یک گلوله را در شقیقه او دیده‌اند.
بنا بر وصیتش او را بر تپه‌های چای در لاهیجان به خاک سپردند که در همان مکان آرامگاهی به پا شد - آرامگاه کاشف السلطنه - که اکنون موزه تاریخ چای ایران است. کاشف‌السلطنه روی تپه‌ای از چای که توسط وی در سال ۱۳۰۷ خورشیدی خریداری شده بود به خاک سپرده شده‌است. وصیت کرده بود بر قبرش سنگی از مرمر سیاه بگذارند، بی سقف و حفاظ و در میان بوته‌های چای. ابتدا چنین کردند اما بعدها از دو درصد درآمد چای مقبره‌ای اختصاصی برای او ساختند.

## چای کاشف
در سال ۱۳۷۷، شرکت چایکاران کاشف توسط شاهرخ فرخ ابراهیمی، از نوادگان کاشف السلطنه با مسئولیت محدود تاسیس و آغاز به فعالیت نمود. این زمینه ای شد برای ادامه راه کاشف السلطنه و چای کاشف. امروزه این شرکت با نام چای کاشف، مشغول به فعالیت در زمینه تولید و بسته بندی چای و دمنوش می باشد.

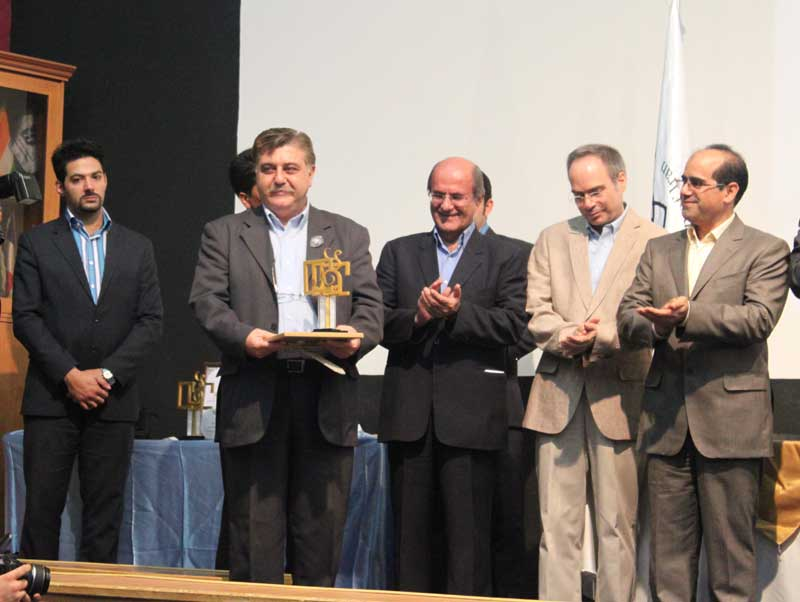
شاهرخ فرخ ابراهیمی، جشنواره برترین طراحی بسته بندی، سال ۱۳۹۴

## دودمان
|  |                                    |  |  |  |  |  |  |  |  |  |  |  |  |  |  |  |
|  | ۱۶. فتحعلی‌شاه قاجار                |  |  |  |  |  |  |  |  |  |  |  |  |  |  |  |
|  |                                    |  |  |  |  |  |  |  |  |  |  |  |  |  |  |  |
|  |                                    |  |  |  |  |  |  |  |  |  |  |  |  |  |  |  |
|  | ۸. علیشاه میرزا ظل‌السلطان          |  |  |  |  |  |  |  |  |  |  |  |  |  |  |  |
|  |                                    |  |  |  |  |  |  |  |  |  |  |  |  |  |  |  |
|  |                                    |  |  |  |  |  |  |  |  |  |  |  |  |  |  |  |
|  | ۱۷. آسیه خانم قاجار دوانلو         |  |  |  |  |  |  |  |  |  |  |  |  |  |  |  |
|  |                                    |  |  |  |  |  |  |  |  |  |  |  |  |  |  |  |
|  |                                    |  |  |  |  |  |  |  |  |  |  |  |  |  |  |  |
|  | ۴. سیف‌الملوک میرزا                 |  |  |  |  |  |  |  |  |  |  |  |  |  |  |  |
|  |                                    |  |  |  |  |  |  |  |  |  |  |  |  |  |  |  |
|  |                                    |  |  |  |  |  |  |  |  |  |  |  |  |  |  |  |
|  | ۱۸. قهارقلی میرزا افشار            |  |  |  |  |  |  |  |  |  |  |  |  |  |  |  |
|  |                                    |  |  |  |  |  |  |  |  |  |  |  |  |  |  |  |
|  |                                    |  |  |  |  |  |  |  |  |  |  |  |  |  |  |  |
|  | ۹. گلین‌خانم                        |  |  |  |  |  |  |  |  |  |  |  |  |  |  |  |
|  |                                    |  |  |  |  |  |  |  |  |  |  |  |  |  |  |  |
|  |                                    |  |  |  |  |  |  |  |  |  |  |  |  |  |  |  |
|  | ۲. اسدالله میرزا نایب‌الایاله       |  |  |  |  |  |  |  |  |  |  |  |  |  |  |  |
|  |                                    |  |  |  |  |  |  |  |  |  |  |  |  |  |  |  |
|  |                                    |  |  |  |  |  |  |  |  |  |  |  |  |  |  |  |
|  | ۲۰. فتحعلی‌شاه قاجار                |  |  |  |  |  |  |  |  |  |  |  |  |  |  |  |
|  |                                    |  |  |  |  |  |  |  |  |  |  |  |  |  |  |  |
|  |                                    |  |  |  |  |  |  |  |  |  |  |  |  |  |  |  |
|  | ۱۰. عباس میرزا                     |  |  |  |  |  |  |  |  |  |  |  |  |  |  |  |
|  |                                    |  |  |  |  |  |  |  |  |  |  |  |  |  |  |  |
|  |                                    |  |  |  |  |  |  |  |  |  |  |  |  |  |  |  |
|  | ۲۱. آسیه خانم قاجار دوانلو         |  |  |  |  |  |  |  |  |  |  |  |  |  |  |  |
|  |                                    |  |  |  |  |  |  |  |  |  |  |  |  |  |  |  |
|  |                                    |  |  |  |  |  |  |  |  |  |  |  |  |  |  |  |
|  | ۵. سلطان بیگم                      |  |  |  |  |  |  |  |  |  |  |  |  |  |  |  |
|  |                                    |  |  |  |  |  |  |  |  |  |  |  |  |  |  |  |
|  |                                    |  |  |  |  |  |  |  |  |  |  |  |  |  |  |  |
|  | ۲۲. امیر میرزامحمدخان قاجار دوانلو |  |  |  |  |  |  |  |  |  |  |  |  |  |  |  |
|  |                                    |  |  |  |  |  |  |  |  |  |  |  |  |  |  |  |
|  |                                    |  |  |  |  |  |  |  |  |  |  |  |  |  |  |  |
|  | ۱۱. آسیه خانم قاجار دوانلو         |  |  |  |  |  |  |  |  |  |  |  |  |  |  |  |
|  |                                    |  |  |  |  |  |  |  |  |  |  |  |  |  |  |  |
|  |                                    |  |  |  |  |  |  |  |  |  |  |  |  |  |  |  |
|  | ۱. محمد میرزا کاشف‌السلطنه          |  |  |  |  |  |  |  |  |  |  |  |  |  |  |  |
|  |                                    |  |  |  |  |  |  |  |  |  |  |  |  |  |  |  |
|  |                                    |  |  |  |  |  |  |  |  |  |  |  |  |  |  |  |
|  | ۲۴. فتحعلی‌شاه قاجار                |  |  |  |  |  |  |  |  |  |  |  |  |  |  |  |
|  |                                    |  |  |  |  |  |  |  |  |  |  |  |  |  |  |  |
|  |                                    |  |  |  |  |  |  |  |  |  |  |  |  |  |  |  |
|  | ۱۲. عباس میرزا                     |  |  |  |  |  |  |  |  |  |  |  |  |  |  |  |
|  |                                    |  |  |  |  |  |  |  |  |  |  |  |  |  |  |  |
|  |                                    |  |  |  |  |  |  |  |  |  |  |  |  |  |  |  |
|  | ۲۵. آسیه خانم قاجار دوانلو         |  |  |  |  |  |  |  |  |  |  |  |  |  |  |  |
|  |                                    |  |  |  |  |  |  |  |  |  |  |  |  |  |  |  |
|  |                                    |  |  |  |  |  |  |  |  |  |  |  |  |  |  |  |
|  | ۶. قهرمان میرزا                    |  |  |  |  |  |  |  |  |  |  |  |  |  |  |  |
|  |                                    |  |  |  |  |  |  |  |  |  |  |  |  |  |  |  |
|  |                                    |  |  |  |  |  |  |  |  |  |  |  |  |  |  |  |
|  | ۲۶. امیر میرزامحمدخان قاجار دوانلو |  |  |  |  |  |  |  |  |  |  |  |  |  |  |  |
|  |                                    |  |  |  |  |  |  |  |  |  |  |  |  |  |  |  |
|  |                                    |  |  |  |  |  |  |  |  |  |  |  |  |  |  |  |
|  | ۱۳. آسیه خانم قاجار دوانلو         |  |  |  |  |  |  |  |  |  |  |  |  |  |  |  |
|  |                                    |  |  |  |  |  |  |  |  |  |  |  |  |  |  |  |
|  |                                    |  |  |  |  |  |  |  |  |  |  |  |  |  |  |  |
|  | ۳. جهان‌آرا خانم عزیزالسلطنه        |  |  |  |  |  |  |  |  |  |  |  |  |  |  |  |
|  |                                    |  |  |  |  |  |  |  |  |  |  |  |  |  |  |  |
|  |                                    |  |  |  |  |  |  |  |  |  |  |  |  |  |  |  |
|  | ۲۸. فتحعلی‌شاه قاجار                |  |  |  |  |  |  |  |  |  |  |  |  |  |  |  |
|  |                                    |  |  |  |  |  |  |  |  |  |  |  |  |  |  |  |
|  |                                    |  |  |  |  |  |  |  |  |  |  |  |  |  |  |  |
|  | ۱۴. بهمن میرزا بهاءالدوله          |  |  |  |  |  |  |  |  |  |  |  |  |  |  |  |
|  |                                    |  |  |  |  |  |  |  |  |  |  |  |  |  |  |  |
|  |                                    |  |  |  |  |  |  |  |  |  |  |  |  |  |  |  |
|  | ۲۹. خازن‌الدوله                     |  |  |  |  |  |  |  |  |  |  |  |  |  |  |  |
|  |                                    |  |  |  |  |  |  |  |  |  |  |  |  |  |  |  |
|  |                                    |  |  |  |  |  |  |  |  |  |  |  |  |  |  |  |
|  | ۷. هما خانم                        |  |  |  |  |  |  |  |  |  |  |  |  |  |  |  |
|  |                                    |  |  |  |  |  |  |  |  |  |  |  |  |  |  |  |
|  |                                    |  |  |  |  |  |  |  |  |  |  |  |  |  |  |  |

|}